# Chikeluba Ofoedu
Chikeluba Francis Ofoedu, detto Chico (Enugu, 12 novembre 1992), è un calciatore nigeriano, attaccante dei Lobi Stars.

## Carriera

### Club
Ha giocato nella massima serie nigeriana, in quella turca, in quella israeliana ed in quella giapponese.

## Palmarès

### Club

#### Competizioni nazionali
- Coppa di Lega israeliana: 1

Maccabi Tel Aviv: 2018-2019
- Campionato israeliano: 2

Maccabi Tel Aviv: 2018-2019, 2019-2020
- Supercoppa d'Israele: 1

Maccabi Tel Aviv: 2019